# Albert Kraus
Albert Kraus (Oss, 3 de agosto de 1980) es un kickboxer neerlandés. Fue el primer campeón mundial de K-1 MAX en 2002.

## Carrera
Kraus ha estado entrenando kickboxing desde los 14 años. A la edad de 18 años, hizo su debut profesional en kickboxing al noquear a su oponente. Durante los primeros años de su carrera, compitió principalmente en el país, ganando el Campeonato Benelux (2000) y la WKA (2001).
En febrero de 2002, hizo su debut en la organización japonesa K-1 y el 11 de mayo de 2002, apareció en el primer torneo final de K-1 MAX donde ganó el campeonato al derrotar a los tres oponentes. Un año después llegó a la final nuevamente tras derrotar a Andy Souwer en cuartos de final y a Duane Ludwig en semifinales, pero fue eliminado por el japonés Masato.

## Títulos
- 2012 WLF-World 8 Man Tournament Champion
- 2011 SUPERKOMBAT Middleweight Championship
- 2008 W.I.P.U. "King Of The Ring" Muay Thai Super Welterweight World Champion
- 2005-06 I.K.B.A. Thai-Boxing World Champion
- 2002 K-1 World MAX Champion
- 2001 W.K.A. World Champion
- W.P.K.A. Benelux Champion 2000